# Persebaya Surabaya
O Persatuan Sepakbola Surabaya, mais conhecido como Persebaya Surabaya, é um clube de futebol sediado na cidade de Surabaia, na Indonésia. Fundado em 18 de junho de 1927, manda seus jogos oficiais por competições nacionais no Estádio Gelora Bung Tomo, cuja capacidade máxima é de 50 000 espectadores.

## Títulos oficiais
- Campeonato Indonésio (6): 1951, 1952, 1975–78, 1987–88, 1996–97 e 2004
- Copa da Indonésia (1): 1990
- Segunda Divisão Indonésia (3): 2003, 2006 e 2017